# Gonomyia (Gonomyia) jejuna
Gonomyia (Gonomyia) jejuna is een tweevleugelige uit de familie steltmuggen (Limoniidae). De soort komt voor in het Neotropisch gebied.